# Rocco Pitanga
Antonio Rocco Manhães Sampaio, lepiej znany jako Rocco Pitanga (ur. 18 lipca 1980 w Rio de Janeiro) – brazylijski aktor telewizyjny i filmowy i model. 

## Życiorys

### Wczesne lata
Urodził się jako syn aktorskiej pary - Antônio Pitangy i Very Manhães. Jego starsza siostra Camila Manhães (ur. 14 czerwca 1977) została także aktorką.

### Kariera
Po udziale w telenoweli Rede Globo Malhação (1997) jako Jackson, w telenoweli Rede Globo Życzenie kobiet (Desejos de Mulher, 2002) pojawił się jako Joaquim. Za drugoplanową rolę młodego Marquinho w dramacie Filhas do Vento (2004) otrzymał nagrodę Złotego Kikito na Gramado Film Festival, a jego rola Carlão w melodramacie Era Uma Vez... (2008) była nominowana do brazylijskiej nagrody Prêmio Qualidade.
W telenoweli Rede Record Rebelde (2011) jako Lupicínio Alves (Lupi). Potem można go było zobaczyć w telenoweli Rede Record Vitória (2014) w roli Nelito. W serialu Dziesięć przykazań (Os Dez Mandamentos) wystąpił jako Jahi. 

### Życie prywatne
Poślubił Cláudię Cunhę, z którą ma dwie córki Amandę (ur. 7 czerwca 2004) i Brunę (ur. 31 lipca 2005).

### telenowele
- 1997 - Malhação (Rede Globo) jako Jackson
- 2002 - Desejos de Mulher (Rede Globo) jako Joaquim
- 2004 - Barwy grzechu (Da Cor do Pecado)(Rede Globo) jako Felipe de Freitas
- 2005 - Malhação (Rede Globo) jako Rico
- 2006 - Alta Estação (Rede Record) jako Lucas
- 2007 - Caminhos do Coração (Rede Record) jako dr Armando Carvalho
- 2008 - Os Mutantes (Rede Record) jako dr Armando Carvalho
- 2009 - Promessas de Amor (Rede Record) jako dr Armando Carvalho
- 2010 - Historia Estery (A História de Ester) (Rede Record) ... Harbona
- 2011 - Rebelde (Rede Record) jako Lupicínio Alves (Lupi)
- 2012 - Windeck (TPA Angola) jako Gabriel Castro
- 2014 - Vitória (Rede Record) jako Nelito
- 2015 - Dziesięć przykazań (Os Dez Mandamentos)(Rede Record) jako Jahi
- 2016 - Rock Story (Rede Globo) jako Daniel

### filmy fabularne
- 2002 - Seja o que Deus Quiser! jako MC PQD
- 2003 - Garotas do ABC jako Adílson
- 2004 - As Filhas do Vento jako André
- 2004 - Xuxa e o Tesouro da Cidade Perdida jako Márcio
- 2006 - Vestido de Noiva jako Moço
- 2008 - Era Uma Vez jako Carlão